# Amaenaideyo!!
Amaenaideyo!! (あまえないでよっ!!?) conosciuto internazionalmente anche con il titolo Ah My Buddha, è un manga scritto e disegnato da Toshinori Sogabe, serializzato nella rivista Comic Gum. Un adattamento anime è stato prodotto nel 2005 dallo Studio Deen in 12 episodi (più uno speciale presente solamente nell'edizione DVD) e trasmesso dal network satellitare AT-X nell'estate dello stesso anno. 
Nel 2006 ha fatto seguito una seconda serie dal titolo Amaenaideyo!! Katsu!! (あまえないでよっ!! 喝!!?) sempre in 13 episodi, trasmessa a partire dal 4 gennaio 2006. Questa seconda stagione introduce un nuovo personaggio antagonista, la quindicenne Kazuki, ed è più drammatica, concentrandosi sui poteri instabili di Hinata e sugli anni d'infanzia di Haruka.

## Trama
I genitori di Ikko Satonaka hanno mandato il ragazzo, che ormai ha 16 anni, al tempio buddista Saienji, perché fosse istruito dalla nonna, la sacerdotessa del tempio. Assieme ad Ikko al tempio ci sono tante ragazze che seguono il suo stesso percorso di formazione, ed è proprio quando il ragazzo vede una di loro completamente nuda, che scopre di avere il superpotere di effettuare esorcismi di massa.
Le sei ragazze che vivono insieme a lui nel tempio sono Haruka, Sumi, Hinata, Sakura, Chitose e Yuuko, ciascuna delle quali rappresenta uno dei Boshisattva dei sei dominii del mondo inferiore del desiderio della tradizionale cosmologia buddhista. Chitose è il principale interesse amoroso di Ikko ed ha con lui un rapporto duplice d'amore-odio.
Com'è tipico di molti altri anime dello stesso genere, anche qui la storia si sviluppa tramite numerosi malintesi che coinvolgono via via i protagonisti e scontri fisici in cui il ragazzo risulta essere chiaramente in svantaggio rispetto alle femmine. Uno degli effetti collaterali del potere utilizzato da Ikko è che, subito dopo, si trasforma in un maniaco pervertito ancora più grande di quello che è normalmente.
I temi affrontati riguardano il potere autodistruttivo in possesso di Ikko e le capacità in formazione delle ragazze di controllare questi poteri, così come le loro relazioni personali reciproche.

## Personaggi

I protagonisti nell'anime

Ikko Satonaka (里中 逸剛?, Satonaka Ikkō)
Doppiato da: Chihiro Suzuki
Il protagonista, è in grado di liberare un potere amplissimo ma del tutto incontrollato nei momenti in cui è maggiormente eccitato.
Chitose Nanbu (南部 千歳?, Nanbu Chitose)
Doppiata da: Mai Nakahara
Coi capelli rossi, ha 15 anni. Anche se ha una cotta per Ikko ella nega con tutte le sue forze il fatto; gli piacciono i film horror. Nel complesso ha un carattere tsundere abbastanza stereotipato.
 Yuuko Atoda (阿刀田 結子?, Atōda Yūko)
Doppiata da: Chieko Higuchi
Dai capelli blu, è un maschiaccio che non esita ad attaccar briga. Ha 15 anni, è gelosa delle ragazze che hanno dei seni più grandi del proprio.
 Haruka Hamanogawa (天川 春佳, Amanogawa Haruka ?)
Doppiata da: Akeno Watanabe
Dai capelli biondi, è la più potente tra gli esorcisti del gruppo. Ha 17 anni e flirta con Ikko in più di un'occasione; sembra prendere quasi tutto di buon umore, ha la taglia di seno più grande di tutte le compagne novizie.
 Sumi Ikuina (生稲 雛美?, Ikuina Sumi)
Doppiata da: Tomoko Kawakami
Dai capelli castani. Una ragazza gentile e sincera che non esita a volte di difendere verbalmente Ikko dalle altre, ma con esiti alquanto controproducenti. Ha 16 anni e tra i suoi maggiori talenti spirituali c'è anche un profondo amore nei confronti degli animali; per un certo periodo ogni anno libera un feromone che attira innumerevoli specie animali.
 Hinata Sugai (為我井 陽?, Sugai Hinata)
Doppiata da: Ryoko Shintani
Dai lunghi capelli viola, è accompagnata da un piccolo demone domestico che sputa fuoco. Ha 14 anni ed è la sorellina adottiva di Sakura; appare di carattere molto tranquilla e pacata, parla poco e raramente. Il suo maggior hobby è fare ricerche sugli Haniwa. Vengono infine accennati da parte sua anche dei sentimenti fraterni nei confronti di Ikko.
 Sakura Sugai (為我井 さくら?, Sugai Sakura)
Doppiata da: Haruhi Terada
Ha corti capelli viola. 16 anni, sorella maggiore di Hinata (a cui è particolarmente legata), ha l'incredibile capacità di mangiare qualsiasi cosa senza mai sentirsi sazia né tanto meno ingrassare. È la presidentessa del consiglio degli studenti del suo liceo e possiede un sito internet intitolato "Dr. Sakura"; possiede una buona dose di caratteristiche sadiche.
 Jotoko Kawahara (河原 浄徳?, Kawahara Jōtoku)
Doppiata da: Kazuko Sugiyama
Nonna materna di Ikko, capo monaco del tempio in cui risiede il gruppo, nonché assistente principale al liceo frequentato dai protagonisti. Estremamente rigorosa col nipote, a cui imputa un carattere pigro e viziato.
 Kazuki Kazusano (上野 一希?, Kazusano Kazuki)
Doppiata da: Asami Sanada
14 anni ed antagonista principale della seconda stagione, il suo scopo è quello di risvegliare Ikko in modo ch'egli possa finalmente liberare al massimo grado i propri poteri spirituali innati ed ancora ampiamente incontrollabili. Si creerà presto una specie di triangolo amoroso tra lei, Ikko e Chitose, anche se i suoi sentimenti sono palesi a differenza di quelli della compagna che li nasconde pure a se stessa.
 Miyako Amanogawa (天川 京?, Amanogawa Miyako)
Doppiata da: Kotono Mitsuishi
Sacerdotessa-capo di Saichoji e sorella maggiore di Haruka. Ha lunghi capelli neri ed è molto bella e procace; il suo ruolo principale è quello di contribuire alla formazione di Hinata, ma anche aiutare Ikko nell'addestrare i propri poteri. Come la sorella minore ha un carattere civettuolo a cui non sembra importare più di tanto se Ikko ha pensierio perversi ne suoi confronti.

## Media

### Anime

#### Episodi
| Nº                                                    | Giapponese 「Kanji」 - Rōmaji                                   | In onda           | In onda |
| Nº                                                    | Giapponese 「Kanji」 - Rōmaji                                   | Giapponese        |         |
| Amaenaideyo!! (prima stagione (13 episodi)            |                                                                 |                   |         |
| 1                                                     | 「覚醒（い）かせないでよっ!!」 - Kakusei (i) kasenaideyotsu!!   | 1º luglio 2005    |         |
| 2                                                     | 「夜遊（あそ）ばないでよっ!!」 - Yoru yū (aso) banaideyotsu!!   | 8 luglio 2005     |         |
| 3                                                     | 「覗かないでよっ!!」 - Nozoka naideyotsu!!                      | 15 luglio 2005    |         |
| 4                                                     | 「怯えないでよっ!!」 - Obie naideyotsu!!                        | 22 luglio 2005    |         |
| 5                                                     | 「コスらないでよっ!!」 - Kosu ranaideyotsu!!                    | 29 luglio 2005    |         |
| 6                                                     | 「変身（か）わらないでよっ!!」 - Henshin (ka) waranaideyotsu!!  | 5 agosto 2005     |         |
| 7                                                     | 「探さないでよっ!!」 - Sagasa naideyotsu!!                      | 12 agosto 2005    |         |
| 8                                                     | 「告白（コク）らないでよっ!!」 - kokuhaku (koku) ranaideyotsu!! | 19 agosto 2005    |         |
| 9                                                     | 「歌わないでよっ!!」 - Utawa naideyotsu!!                       | 26 agosto 2005    |         |
| 10                                                    | 「濡らさないでよっ!!」 - Nura sanaideyotsu!!                    | 2 settembre 2005  |         |
| 11                                                    | 「焦らさないでよっ!!」 - Asera sanaideyotsu!!                   | 9 settembre 2005  |         |
| 12                                                    | 「覚醒（めざ）めないでよっ!!」 - Kakusei (meza) menaideyotsu!!  | 16 settembre 2005 |         |
| 13                                                    | 「休まないでよっ!!」 - Yasuma naideyotsu!!                      | DVD               |         |
| Amaenaideyo!! Katsu!! (seconda stagione) (13 episodi) |                                                                 |                   |         |
| 1                                                     | 「誘惑（さそ）わないでよっ!!」 - Yūwaku (saso) wanaideyotsu!!   | 4 gennaio 2006    |         |
| 2                                                     | 「扇がないでよっ!!」 - Ōgi ganaideyotsu!!                       | 11 gennaio 2006   |         |
| 3                                                     | 「復活（もど）らないでよっ!!」 - Fukkatsu (modo) ranaideyotsu!! | 18 gennaio 2006   |         |
| 4                                                     | 「ハニワないでよっ!!」 - Haniwa naideyotsu!!                    | 25 gennaio 2006   |         |
| 5                                                     | 「堕ちないでよっ!!」 - Ochi naideyotsu!!                        | 1º febbraio 2006  |         |
| 6                                                     | 「迷わないでよっ!!」 - Mayowa naideyotsu!!                      | 8 febbraio 2006   |         |
| 7                                                     | 「サカらないでよっ!!」 - Saka ranaideyotsu!!                    | 15 febbraio 2006  |         |
| 8                                                     | 「玉子（タマ）らないでよっ!!」 - Tamago (tama) ranaideyotsu!!   | 22 febbraio 2006  |         |
| 9                                                     | 「泣かないでよっ!!」 - Naka naideyotsu!!                        | 1º marzo 2006     |         |
| 10                                                    | 「いじらないでよっ!!」 - ijiranaideyotsu!!                      | 8 marzo 2006      |         |
| 11                                                    | 「あまえないでよっ!!」 - Amaenaideyotsu!!                       | 15 marzo 2006     |         |
| 12                                                    | 「終わらないでよっ!!」 - Owa ranaideyotsu!!                     | 22 marzo 2006     |         |
| 13                                                    | 「ダマされないでよっ!!」 - Dama sarenaideyotsu!!                | DVD               |         |

#### Colonna sonora
Prima stagione
- Afurete yuku no wa kono kimochi di Amae-tai! (apertura)
- Happy Days di Mai Nakahara (chiusura)

Seconda stagione
- Amaenaideyotsu!! di Amae-tai! (apertura)
- Lonesome Traveler di Mai Nakahara (chiusura)